# Åkermyrtjärnen (Burträsks socken, Västerbotten, 715957-170129)
Åkermyrtjärnen är en sjö i Skellefteå kommun i Västerbotten och ingår i Sävaråns huvudavrinningsområde.